# Gabriel Melitón Baños
Gabriel Melitón Baños (Toledo, 1850 - Toledo, 1924) fou un compositor molt reconegut entre els seus contemporanis, però que aviat caigué en l'oblit. És l'autor d'excepcionals obres d'orgue per la literatura decimonònica.

## Biografia

#### Formació (1850-1870)
Va començar els seus estudis a l'Academia Musical de la Sociedad de Amigos del País de Toledo, dirigida per Rufino Rodríguez Caribay, l’organista de la catedral amb el qual va tenir una relació molt estreta i del qual va seguir els seus aprenentatges. Al 1870 aproximadament, es troba una edició que Antonio Romero va fer de les obres de Baños per orgue (Elevación i Fuga orgánica, op.3). Totes dues porten una dedicatòria que serveix de testimoni per l’admiració i el respecte que Baños tenia cap al seu tutor. A més, a través de les indicaciones es pot deduir l’ampli coneixement pràctic que tenia Baños de l’orgue i demostrà que havia adquirit un gran nivell tècnic difícil de creure per una persona de 20 anys. Es pensa que aquesta datació es errònia perque es sap que l’editor Antonio Romero, va reservar diversos números per la col·lecció de “Música religiosa” y que la datació de 1870 podria ser només el número de planxa.
En 1871, Baños, va fundar l’Academia Baños on es va dedicar a la didàctica musical. Al principi tenia només sis alumnes però amb el temps es van anant expandint ja que aquesta acadèmia va adquirir un cert reconeixement, sobretot perque era àmpliament sol·licitada per les funcions religioses. Malgrat això, l'acadèmia va durar només quatre anys.

#### Etapa a Madrid
En 1875, Baños es trobava a Madrid excercint de docent al Colegio de Niñas de Nuestra Señora de la Presentación de Leganés. En aquest lloc va dedicar una obra a les seves alumnes anomenada Plegaria a la Santísima Vírgen María per a tiple, cor i acompañament de piano o orgue. En aquesta etapa va compondre diverses obres i es troben dues partitures manuscrites en la Biblioteca Nacional de Madrid. En la ciutat de Madrid és possible que entrès en contacte amb Barbieri.

#### Etapa a Toledo
L’any 1879 va tornar a Toledo on els seus deixebles el van animar a continuar amb l’Acadèmia. El 25 d’abril de 1880 va realitzar un concert en el Teatro Rojas interpretant varietats d'estils i compositors com Mozart i Chopin. Va ser aclamat per la crítica i el 16 d’agost va tornar a fer un altre concert on va presentar el Miserere d'Allegri, la Lamentació de Gounod y el Stabat Mater de Rossini. A causa d’aquests èxits, el cardenal Sancha el va convidar a ser professor de l’Acadèmia de Santa Cecilia però, de la mateixa manera que en la seva primera acadèmia, va durar poc.
Durant aquesta etapa, va publicar en 1886, un tractat musical anomenat Gramática musical razonada, dispuesta en cuatro lecciones, o sea, Nuevo tratado teórico-práctico de solfeo. Aquest tractat va ser excepcional des del seu punt de vista teòric però la seva publicació total no va ser possible per raons econòmiques degut a la falta d’atenció per aquesta obra per part dels seus contemporanis i que Eslava, amb el seu tractat, estava dominant el panorama. Moltes de les innovacions que Baños proposava per l’aplicació didàctica de l’educació musical eren molt novedoses però no es van aplicar mai. En 1894 va tenir lloc l'última aparició pública de Baños amb una funció d’ópera amb aficionats.

#### Viatge a Italia
No es coneix la data exacta de quan va anar a Itàlia pero es sap que va anar-hi per continuar aprenent música i altres arts com la pintura. A més, va arribar a ser membre de la Real Academia Filarmónica de Roma. Va escriure en contra del conservatori segurament pels seus fracassos teòrics i va demanar que la seva obra i la del seu mestre es cremès quan ell morís.

## Obres
Es conserven obres seves en el fons musical de la Biblioteca Nacional de Madrid (BNE)
1. Jota
2. Danza habanera
3. Plegaria a la Santísima Vírgen María
4. Elevación compuesta para órgano
5. Fuga orgánica
6. Ofertorio para órgano
7. Desolazione
8. Santo Dios Op.5
9. Tantum ergo Op.6